# Gaidropsarus novaezealandiae
A Gaidropsarus novaezealandiae a csontos halak (Osteichthyes) főosztályának a sugarasúszójú halak (Actinopterygii) osztályába, ezen belül a tőkehalalakúak (Gadiformes) rendjébe és a Lotidae családjába tartozó faj.

## Előfordulása
A Gaidropsarus novaezealandiae a Csendes-óceán délnyugati részén, Tasmania és Új-Zéland vizeiben él.

## Megjelenése
Általában 15 centiméter hosszú, de akár 24,5 centiméteresre is megnőhet. 46-49 csigolyája van. Az első hátúszó, csak egy sugárgból áll, ezt egy sor kefeszerű szál követ. Farokúszója lekerekített. Háti része barnásszürke vagy vörösesbarna, oldalai sárgás árnyalatúak.

## Életmódja
A Gaidropsarus novaezealandiae mérsékelt övi, tengeri, fenéklakó hal, amely 500 méteres mélységekbe is leúszik. Nem vándorol. Ez a titokzatos hal, kis gerincetelenekkel és halakkal táplálkozik. A Gaidropsarus novaezealandiaeről keveset tudunk, de valószínűleg éjszaka tevékeny.

## Felhasználása
Van ipari mértékű halászata.